# 星状領域

星状領域（星状凸あるいは星状集合とも呼ばれる）は、必ずしも通常の意味での凸ではない。

アニュラスは星状領域ではない。

数学において、ユークリッド空間 Rn のある集合 S が星状領域（せいじょうりょういき、英: star domain）あるいは星状凸集合、星状集合または放射凸集合であるとは、S 内のある x0 に対し、それと S 内の任意の x を結ぶ線分が S に含まれることをいう。この定義は直ちに、任意の実あるいは複素ベクトル空間に一般化される。
直感的に、S をある壁で囲われた領域としたとき、S 内の任意の場所 x に視線を送ることが出来るある場所 x0 が S 内に存在するなら、S は星状領域である。

## 例
- Rn 内の任意の直線あるいは平面は、星状領域である。
- 直線あるいは平面からある一点が除かれたものは、星状領域ではない。
- A を Rn 内の集合とするとき、A 内のすべての点を原点とつなげることで得られる集合 {\displaystyle B=\{ta:a\in A,t\in [0,1]\}} は、星状領域である。
- 任意の空でない凸集合は、星状領域である。ある集合が凸であるための必要十分条件は、それがその集合内の任意の点に関して星状領域となることである。
- 十字の形をした領域は星状領域であるが、凸ではない。
- 星状多角形（英語版）は、境界が連結された線分であるような星状領域である。

## 性質
- 星状領域の閉包も星状領域であるが、星状領域の内部は必ずしも星状領域ではない。
- すべての星状領域は、直線ホモトピーによる可縮集合である。特に、すべての星状領域は単連結である。
- すべての星状領域は、それ自身に縮めることが出来る。すなわち、任意の縮小率 r<1 に対して、r で縮小された星状領域は、元の星状領域に含まれる[1]、
- 二つの星状領域の合併や共通部分は、必ずしも星状領域ではない。
- Rn 内の空でない開の星状領域 S は、Rn と微分同相である。